# Верхнепашино
Верхнепашино — село, административный центр Верхнепашинского сельсовета Енисейского района Красноярского края.

## Географическое положение
Село расположено на левом берегу Енисея в 8 км к юго-востоку от районного центра города Енисейск.

## Климат
Климат резко континентальный с низкими зимними температурами, застоем холодного воздуха в долинах рек и котловинах. В зимнее время над поверхностью формируется устойчивый Сибирский антициклон, обусловливающий ясную и морозную погоду со слабыми ветрами. Континентальность климата обеспечивает быструю смену зимних холодов на весеннее тепло. Однако низменный рельеф способствует проникновению арктического антициклона. Его действие усиливается после разрушения сибирского антициклона с наступлением теплого периода. Поэтому до июня бывают заморозки. Средние многолетние значения минимальных температур воздуха в самые холодные месяцы — январь и февраль — составляет −25…-27°С, а абсолютный минимум достигает −53…-59°С. Средние из максимальных значений температуры для наиболее теплого месяца (июля) на всем протяжении долины колеблются в пределах 24 — 25°С, а абсолютные максимумы температур в летние месяцы достигают значений в 36 — 39°С. Зима продолжительная. Период со средней суточной температурой ниже −5° на всей протяженности составляет около 5 месяцев (с ноября по март). Ниже 0° — около полугода. Продолжительность безморозного периода в рассматриваемом районе составляет 103 дня, при этом первые заморозки наблюдаются уже в начале сентября. Последние заморозки на поверхности почвы могут наблюдаться в мае.

## История
Возникло поселение в 1620 году, через год после окончания постройки Енисейского острога. Первое его месторасположение было в трех верстах от города на юг. В конце 50-х годов XVII века деревня была смыта наводнением. Жители переселились на верхнюю пашню, на гору. Ученый и путешественник Николай Спафарий, проезжавший мимо деревни в 1675 году, в своем дневнике отметил, что недалеко от нее наблюдал, как добывали железную руду. В ту пору в деревне было 50 дворов. Первоначальное название деревни Верхнеподгородняя. В списке населенных мест Енисейской губернии по состоянию на 1 января 1907 года значится «В.Пашинское (оно же Верхнеподгороднее), Маклаковская волость. Географическое положение: при реке Енисее». В 1864 году в селе было открыто приходское училище. Действовала Верхнеподгородняя Михаило-Архангельская церковь. В 1928 году "…в деревне Верхне-Пашиной насчитывается 27 хозяйств с количеством жителей 132 человека. В феврале 1928 года в Верхнепашино было образовано кооперативное товарищество по совместной обработке земли (ТОЗ) «Знамя труда», реорганизованное через год в колхоз «Знамя труда». В 1940 году накануне войны в колхозе была организована овцеводческая ферма на 60 голов; приступили к организации птицеводческой фермы. Уже в годы войны была создана база Заготзерно.
За своё существование село сменило несколько названий: Подгороднея, Верхняя Деревня, Верхняя Подгородная, Верхняя Пашня, Верхне — Пашенное, Верхнепашино.
В настоящее время Верхнепашино — большое село, протяжённостью более пяти километров вдоль реки Енисей и имеющее улично — дорожную сеть, протяжённостью более 20 км. Есть несколько магазинов, почтовое отделение, центр культуры, средняя общеобразовательная школа, детская школа искусств, два детских сада. На территории села зарегистрировано более 40 учреждений и предприятий различных форм собственности. Основным сельскохозяйственным предприятием является ООО «Верхнепашинское». Оно развивалось на базе межхозяйственного предприятия (МХП) по откорму крупного рогатого скота. С 1967 по 2000г существовала лесоперевалочная база «Саратовская» (в 1980 году переименованная в «Верхнепашинскую»). С 1970 по 1994 год действовала геолого — разведочная партия 57, построившая жилой посёлок (микрорайон ГРП). С 1978 г. на территории села Верхнепашино начала успешно развиваться Илимпейская геофизическая экспедиция (ИГЭ) производственного геологического объединения «Енисейгеофизика». За короткий промежуток времени для ее работников был построен благоустроенный жилой посёлок (микрорайон геофизиков) на 2,5 тыс. человек со всеми объектами социальной сферы. Микрорайон геофизиков является центром села Верхнепашино. В настоящее время ИГЭ, преобразованная в ООО «Илимпейская геофизическая экспедиция», является наиболее крупным и стабильным предприятием на территории сельсовета.

## Население
| 2010 |
| ---- |
| 2870 |

Постоянное население составляло 2991 человек в 2002 году (87 % русские).